# Dirt (televisieserie)
Dirt is een Amerikaanse dramaserie op FX. De serie ging op 2 januari 2007 in première. In Nederland ging Dirt in januari 2008 in première op Net5. In België zendt 2BE de serie uit. De eerste aflevering werd daar op 8 januari 2008 uitgezonden. Het tweede seizoen van Dirt ging in Amerika in prèmiere op 2 maart 2008.

## Verhaal
- Lijst van afleveringen van Dirt

### Seizoen een
De serie gaat over Lucy Spiller en haar beste vriend, de Schizofrenie|schizofrenische freelance fotograaf Don Konkey, die Lucy helpt in haar carrière als hoofdredacteur van Dirt en Now Magazine. De meeste afleveringen gaan over de nooit stoppende zoektocht van Lucy naar nieuwe verhalen over beroemdheden met de hulp van haar personeel reporters en fotografen. Vooral Don en de startende schrijver Willa McPherson vallen op.
Als de serie vordert leren we meer over Lucy en Dons persoonlijke levens. Don is een schizofreen die geregeld hallucineert en stemmen hoort maar dat kan beheersen door zijn schuldgevoel over de gewaagde acties die hij soms onderneemt om Lucy aan verhalen te helpen en het gevoel van macht als hij de diepste geheimen van mensen kan bekendmaken. Lucy is eigenlijk depressief en wijdt haar hele leven aan het magazine zodat haar sociale leven niet veel voorstelt. Het contact met haar familie is troef, voor een deel te wijten aan de mysterieuze zelfmoord van haar vader, die haar blijft achtervolgen door het raadselachtige briefje dat haar vader haar naliet dat ze niet wil delen met de rest van de familie.
Een andere verhaallijn in het eerste seizoen in de driehoeksverhouding tussen Holt McLaren, Lucy en Holts vriendin Julia. Als een rivaliserend tijdschrift de relatie tussen Lucy en Holt bekendmaakt, steekt Julia Lucy neer. Het seizoen eindigt met Lucy die tegen Don zegt om foto's te nemen terwijl ze op de grond aan het bloeden is, om foto's te hebben om in het magazine te publiceren.

### Seizoen twee
Seizoen twee opent met Lucy die de aanval op haar leven overleeft en met Julia die sterft. Als ze terugkeert naar het werk met een jonge gemotiveerde mannelijke schrijver die ze in het ziekenhuis ontmoet heeft, merkt ze dat de ploeg er maar weinig van bakt zonder haar leiderschap. Lucy's baas Brent denkt eraan om het tijdschrift te verkopen aan een buitenlandse investeerder. Lucy en Don komen in contact met een grote zangeres die bedrogen is door haar man en haar verhaal wil doen. Lucy wil volop van de kans genieten maar Don heeft medelijden met haar. Brent sterft later aan koolstofmonoxidevergiftiging door in te slapen in een auto die nog steeds draaide. Lucy date met een studio manager maar er komt geen relatie van omdat hij denkt dat Lucy liever bij Holt is. Lucy's moeder sterft na een plastische chirurgie operatie en Lucy gaat in op het ultimatum van Holt om hun relatie bekend te maken als Holts laatste film klaar is.